# Halicyathidae
Halicyathidae é uma família de medusas da ordem Semaeostomeae.